# Joan de Munchensi

Armas de los de Valence condes de Pembroke

Joan de Munchensi o Munchensy (o Joanna), señora de Swanscombe y condesa de Pembroke (c. 1230 - después de 20 de septiembre de 1307), era hija de Joan Marshal y nieta de William Marshal, I conde de Pembroke e Isabel de Clare, condesa de Pembroke suo jure.

## Familia
William Marshal fue el Lord Mariscal que sirvió a cinco Reyes sucesivos de Inglaterra y murió en 1219. Todos sus cinco hijos varones llegaron a ser condes de Pembroke, pero murieron sin descendencia, y su herencia fue repartida entre sus hijas. Joan Marshal, su cuarta hija, se casó con Warin de Munchensi (o Munchensy), Señor de Swanscombe. Les sobrevivió una hija, Joan de Munchensi, que fue educada por la segunda esposa de Warin, Dionisie de Munchensi, al morir su madre poco después del nacimiento de Joan.

## Matrimonio e hijos
En 1247 tres hijos de Hugo X de Lusignan, con problemas después de que Francia se anexionara sus territorios, aceptaron la invitación de Enrique III y viajaron a Inglaterra. Los tres caballeros eran William de Valence, Guy de Lusignan y Aymer. El rey les otorgó cargos importantes y William se casó con Joan, que había recibido el castillo y señorío de Pembroke y el señorío de Wexford en Irlanda. La custodia de las propiedades de Joan fue confiada a su marido, que recibió también el título de Conde de Pembroke por su matrimonio; esto le convirtió en el primer de Valence en poseer el título condal.
William de Valence falleció en 1296. Las informaciones sobre la descendencia de William y Joan varían y les otorgan entre cinco y siete hijos: 
- Isabel de Valence (m. 5 de octubre de 1305), casada antes de 1280 con John Hastings, Barón Hastings (6 de mayo de 1262 - 10 de febrero de 1313). Su nieto Lawrence sería conde de Pembroke.
- Joan de Valence, casada con John Comyn ("Red Comyn"), Señor de Badenoch (asesinado, el 10 de febrero de 1306).
- John de Valence (muerto en enero de 1277)
- William de Valence (muerto en batalla en Gales el 16 de junio de 1282), creado Seigneur de Montignac y Bellac
- Aymer de Valence, conde de Pembroke y Wexford en 1296 (c. 1270 - 23 de  junio de 1324), que casó en primer lugar con Beatrice de Clermont y en segundas nupcias con Marie de Châtillon
- Margaret de Valence
- Agnes de Valence (n. aproximadamente 1250)

## Más lectura
- Linda E. Mitchell, Joan de Valence: The Life and Influence of a Thirteenth-Century Noblewoman. Springer, 2016.

- Datos: Q734662